# فهرست قنات‌های شهرستان ایذه
جدول زیر براساس آمار وزارت جهاد کشاورزی تهیه شده‌است. فهرست زیر قنات‌های شهرستان ایذه در استان خوزستان را نشان می‌دهد.
| نام قنات  | موقعیت                       | نزدیک‌ترین روستا | طول قنات (متر)    | تعداد میله چاه | عمق مادر چاه | دبی (لیتر بر ثانیه) | سطح زیر کشت (هکتار) |
| --------- | ---------------------------- | --------------- | ----------------- | -------------- | ------------ | ------------------- | ------------------- |
| سلایجان   | بخشی نامعلوم در شهرستان ایذه | نامعلوم         | ۰٫۲۶۳۰۰۰۰۱۱۴۴۴۰۹۲ | ۰              | ۰            | ۰                   | ۱۲۰                 |
| ورزردمرغا | بخشی نامعلوم در شهرستان ایذه | نامعلوم         | ۰٫۱۰۰۰۰۰۰۰۱۴۹۰۱۱۶ | ۰              | ۰            | ۰                   | ۲۰                  |